# Hugo Enomiya-Lassalle

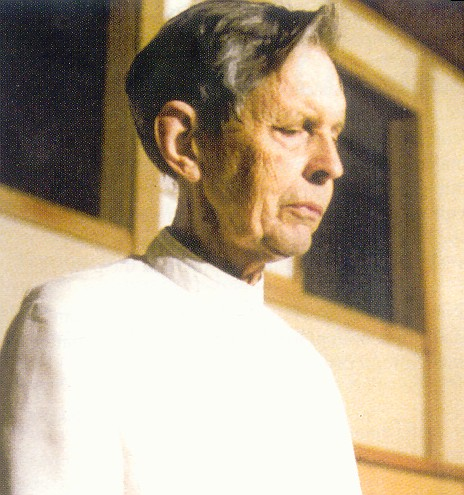
Padre Hugo Enomiya-Lassalle

Hugo Makibi Enomiya-Lassalle (11 de noviembre de 1898 en Gut Externbrock cerca de Nieheim, Westfalia – 7 de julio de 1990 en Münster, Westfalia) fue un sacerdote jesuita alemán y uno de los maestros más destacados que abrazó tanto el cristianismo católico romano y el budismo zen.

## Biografía
Hugo Lassalle pasó su época escolar de 1911 a 1916 en el Gymnasium Petrinum de Brilon en 1917. A causa de una lesión en la Primera Guerra Mundial, Hugo Lassalle fue ingresado en el hospital militar de Brilon en 1917. Enomiya-Lassalle se unió a la Compañía de Jesús el 25 de abril de 1919. Al final de la habitual formación espiritual y académica jesuita, fue ordenado sacerdote católico el 28 de agosto de 1927.
Viajó a Japón como misionero católico en 1929 y se interesó en las prácticas budistas de ese país. En 1940, se convirtió en vicario de Hiroshima, y el 6 de agosto de 1945 fue gravemente herido por la explosión nuclear en esa ciudad, que se describe en el libro de John Hersey Hiroshima. Poco después, regresó a Alemania.
En septiembre de 1946, tuvo una audiencia con el papa Pío XII, en la que le reveló su plan de construir en Hiroshima una catedral dedicada a la idea de la paz mundial. Diseñada por el arquitecto japonés Togo Murano, la construcción de la catedral comenzó en 1950 y el 6 de agosto de 1954 se construyó la Catedral Conmemorativa para la Paz Mundial (Catedral de la Asunción de María, Hiroshima) ([[:ja:世界平和記念] 聖堂|ja]]) fue dedicada.
En 1956, Enomiya-Lassalle comenzó a estudiar Zen con Harada Daiun Sogaku. En 1958, publicó Zen: A Way to Iluminación.
Tras la muerte de Harada en 1961, Enomiya-Lassalle se convirtió en aprendiz de uno de los estudiantes de Harada, Yamada Kōun. Yamada estaba entusiasmado con las posibilidades del Zen como práctica cristiana, creyendo que "el Zen se convertiría algún día en una corriente importante en la Iglesia católica". Con la ayuda activa de Enomiya-Lassalle, atrajo a varios sacerdotes y monjas católicos como estudiantes. A finales de la década de 1960, Enomiya-Lasalle fue certificado como maestro en Sanbo Kyodan de Yamada y recibió el título roshi (maestro Zen), mientras profesaba su continua creencia en el cristianismo. Después de 1968, Enomiya-Lassalle pasó gran parte de su tiempo en Europa dirigiendo retiros zen (sesshin) y fomentando la práctica del zen entre los cristianos. Sus libros influyeron en el director de sinfonía Herbert von Karajan para que estudiara Zen e incorporara una mentalidad Zen en su dirección.

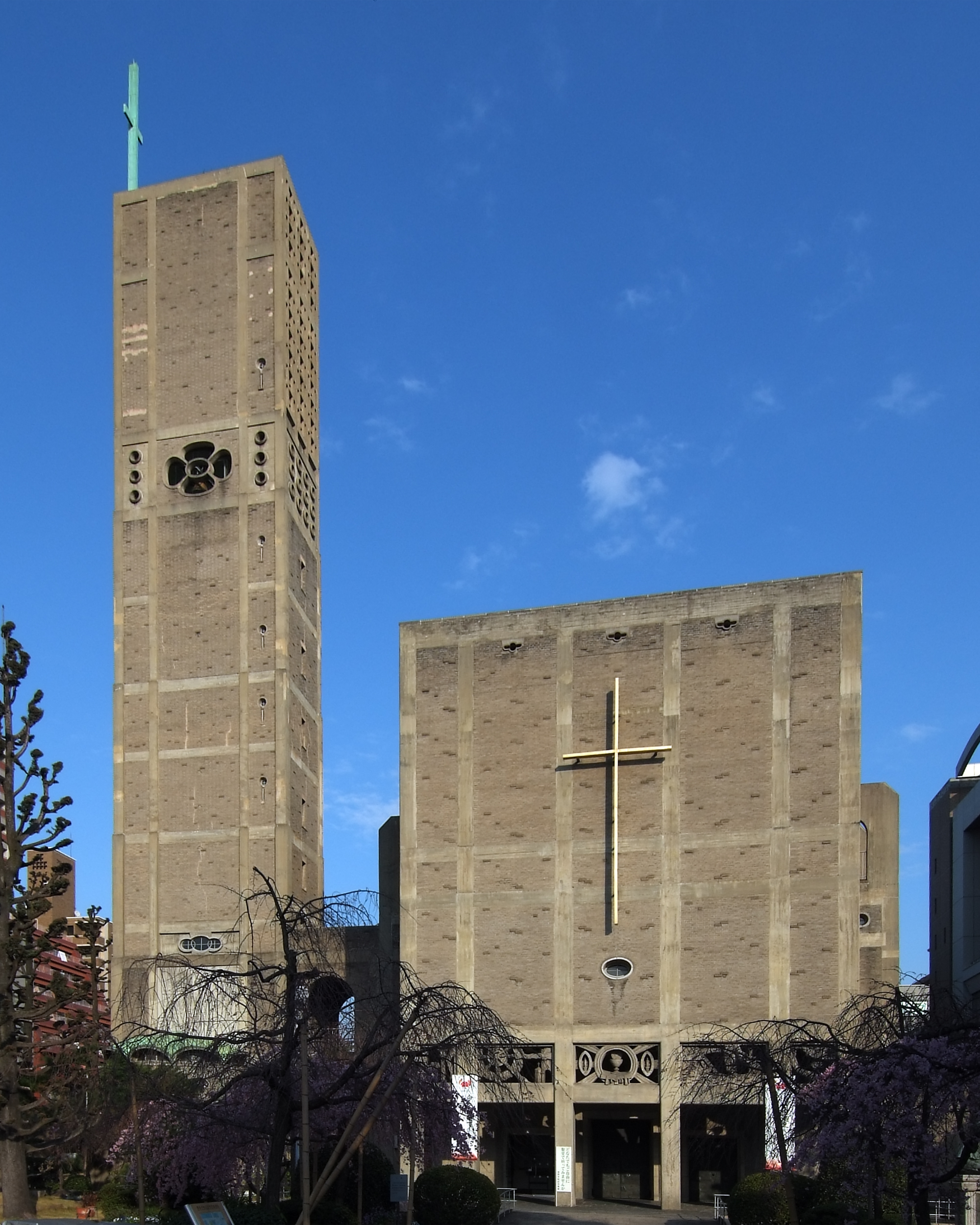
Catedral Conmemorativa para la Paz Mundial, en Naka-ku Hiroshima, Japón, diseño de Togo Murano en 1954.